# Union nationale des mineurs (Royaume-Uni)
Pour les articles homonymes, voir Syndicat national des mineurs.
L'union nationale des mineurs (anglais : National Union of Mineworkers / NUM) est un syndicat pour les mineurs du Royaume-Uni créé en 1945 à partir de la Fédération minière de Grande-Bretagne (en). La NUM a participé à trois grandes grèves, en 1972, en 1974 et en 1984-1985. L'organisation est devenue plus petite après la grève de 1984, ayant entraîné la fermeture de la plupart des mines britanniques. Avec auparavant 170 000 membres lorsqu'Arthur Scargill en est devenu le chef en 1981, la NUM n'avait en 2015 qu'une centaine de membres actifs.

## Membres notables

### Comité exécutif
- Arthur Scargill, président de 1981 à 2000
- Joe Gormley, président de 1971 à 1981